# صول كبير

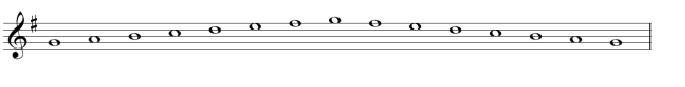
سلم صول الكبير صعوداً وهبوطاً

صول كبير (G major) هو سلم موسيقي كبير يتألف من الدرجات الموسيقية صول G، لا A، سي B، دو C، ري D، مي E، فا مرتفعة ♯F، وينتهي بمفتاح صول G، وذلك على الترتيب التالي من اليسار إلى اليمين:
G, A, B, C, D, E, F♯, G
يحوي سلم صول الكبير على إشارة رفع واحدة على الفا.
إن المفتاح الموسيقي القريب له على السلم الصغير هو مي صغير، أما المفتاح الموسيقى الموازي فهو صول صغير.